# Дорнберк
Дорнберк (словен. Dornberk) — поселення в общині Нова Гориця, Регіон Горишка, Словенія. Висота над рівнем моря: 60,7 м. Розташоване в долині річки Віпава.